# Øyvind Leonhardsen
Øyvind Leonhardsen, né le 17 août 1970 à Kristiansund (Norvège), est un footballeur norvégien, qui évoluait au poste milieu de terrain à Liverpool FC et en équipe de Norvège.
Leonhardsen a marqué dix-neuf buts lors de ses quatre-vingt-six sélections avec l'équipe de Norvège entre 1990 et 2003.

## Carrière
- 1989-1991 : Molde FK
- 1992-1994 : Rosenborg BK
- 1994-1997 : Wimbledon FC
- 1997-1999 : Liverpool FC
- 1999-2002 : Tottenham Hotspur
- 2002-2003 : Aston Villa
- 2004-2005 : FC Lyn Oslo
- 2006-2007 : Strømsgodset IF  [1]

## Palmarès

### En équipe nationale
- 86 sélections et 19 buts avec l'équipe de Norvège entre 1990 et 2003.
- Participation à la coupe du monde 1994 et à la coupe du monde 1998.

### Avec Rosenborg BK
- Vainqueur du Championnat de Norvège de football en 1992 et 1994.
- Vainqueur de la Coupe de Norvège de football en 1992.